# Comana (Constança)
Comana é uma comuna romena localizada no distrito de Constanţa, na região de Dobruja. A comuna possui uma área de 59.53 km² e sua população era de 1844 habitantes segundo o censo de 2007.